# 张成泽
张成泽（朝鲜语：／，1946年1月22日—2013年12月12日），出生于江原道川内郡（一说生于咸镜北道清津市），朝鲜民主主义人民共和国政治及军事人物，前朝鲜党和国家领导干部之一。曾任朝鲜劳动党中央政治局委员、国防委员会副委员长、朝鲜劳动党中央行政部部长、中央军事委员会委员、国家体育指导委员会委员长，朝鲜人民军大将军阶。他是金正日的妹夫、金日成长女金庆喜的丈夫，金正恩的姑父，被处决前两天金庆喜被金正恩指令离婚。在金正恩掌权初期，一度被视为是朝鲜实际上的“二号人物”，也是經濟改革和創新領域的標誌性人物，在朝鲜属温和派及知华派。
2013年12月8日，在朝鲜劳动党中央政治局扩大会议上张成泽被现场逮捕，分析认为金正恩选择现场抓获张成泽的原因是要给现场的与会者造成心理恐惧，警告潜在的反对者，起到杀鸡儆猴的作用，后公布张成泽罪名，處理經濟問題失當、貪瀆、結黨營私、亂搞男女關係、受資本主義影響吸毒放縱等5大罪狀遭到撤免，而外界有媒体认为张成泽是因政治斗争而下台。12月12日，张成泽被判处死刑并立即执行，这是朝鲜近16年来首次处决政治局委员级的高官，备受外界瞩目。

## 生平

### 金日成时期
张成泽生于江原道，毕业于金日成综合大学政治经济学系和金日成高级党校后，1968年赴苏联莫斯科留学，1972年回国并于4月与金庆喜结婚。此后，他在朝鲜劳动党担任一连串的职位。一开始他是劳动党平壤市委员会指导员。70年代后期，仕途阻滞，张成泽被党中央下放到南浦一家铸铁厂当工人。一次千里马郡/江西郡一座工厂发生工业意外，张严重烧伤。1982年10月，他回归仕途，出任朝鲜劳动党中央青少年事业部副部长，并于1985年7月升任中央青少年事业部第一副部长，1988年12月再升任部长。1986年，张首次入选最高人民会议。
1989年4月被授予“劳动英雄”称号。1989年6月，他补选为朝鲜劳动党中央委员会候补委员，并于同年7月任朝鲜劳动党中央青年及三大革命塑造部部长。1992年4月，他荣获金日成勋章。同年12月，他正式补选为党中央委员。

### 金正日时期
1994年，他任金日成治丧委员会委员。1995年11月，他获任为中央组织指导部第一副部长。1997年-2000年協助金正日進行「深化組事件」肅清運動，令2萬人遭到迫害，數千人死亡。2005年，在權力鬥爭中擊敗宣導鼓動部的核心人物鄭夏哲和崔春晃，因为被金正日怀疑搞宗派活动而被撤职。2006年1月复出任朝鲜劳动党中央群众团体及首都建设部第一副部长，次年10月晋升朝鲜劳动党中央行政部部长，重新回到权力中心。2009年4月出任国防委员会委员，次年晋升到副委员长，从而晋身最高领导层。2010年9月，在朝鮮勞動黨第三次代表會議上，他當選為朝鮮勞動黨中央委員會委員；朝鲜劳动党中央委员会2010年9月全体会议上，當選為中央政治局候補委員、中央軍事委员会委員。

### 金正恩执政初期
2011年12月，张成泽获授朝鲜人民军大将军衔。2012年4月朝鲜劳动党第四次代表会议上，张成泽当选为朝鲜劳动党中央政治局委员。2012年11月4日举行的朝鲜劳动党中央政治局扩大会议决定成立国家体育指导委员会，张成泽被任命为委员长。
2011年金正日逝世後，在平壤錦繡山紀念宮舉行了金正日的告別式，張成澤陪同內定接班人金正恩與其他黨政軍高層參加，他是七位扶靈高官之一。張成澤站在金正恩身旁，身穿大將軍服；後來金正日的靈車隊伍繞行平壤時，金正恩站在靈車右前方，張成澤站在金正恩的身後，同時中央軍事委员会副委員長兼總參謀長李英浩站在靈車左前方。金正恩的領導地位正式確立後，張成澤、李英浩、金敬姬等人成為「輔佐」金正恩的團隊，其中張成澤的地位最為崇高，因此張成澤被一些媒体視為金正恩時代的「攝政王」。此外，张成泽也执掌了金正恩近卫部队——护卫总局的权力。

### 革职及处决
2013年12月3日，韩国国家情报院透露，张成泽被解除职务，其下屬亲信李龍河和張秀吉則被處死，故外界猜測張成澤疑似落马。另据韩联社消息，朝鲜方面已经把张成泽的影像从有关金正恩的一部纪录片中剪掉。外界猜测，张成泽的失势，或直接因为其手下一名主管财务的亲信叛逃有关。
同时，根据韩联社消息，张成泽的姐夫、驻古巴大使全英镇，侄子、驻马来西亚大使张勇哲（张成泽已逝世的长兄张成禹的次子）已被召回国，此后12月5日，张勇哲家属一行在中国沈阳桃仙国际机场搭乘高丽航空JS-156号班机回国，张成泽的姐姐张继顺（音）（全英镇的妻子）一家当日也在北京首都国际机场搭乘高丽航空JS-252号班机回国。
2013年12月8日，朝鲜劳动党中央政治局召开扩大会议，讨论了张成泽的“反党反革命宗派活动”问题，通过了党中央政治局关于解除张成泽的一切职务、剥夺一切头衔、开除党籍的决定书，並當場逮捕張成澤。随后张成泽被押往军事法庭受审，在庭上承认為了出任内阁总理图谋发动政变。还有媒体报道，张成泽可能是被金正恩的二哥、烽火组首長金正哲率领护卫司令部亲卫队逮捕的。
受審中，张成泽承认政變全計畫「我试图破壞經濟使军队和人民对现政权不满，准备利用有私人交情的军队干部或亲信，动员他们手中的武装力量。虽然我不熟悉最近被任命的军队干部，但是与以前被任命的军队干部还是有一面之交。如果今后群众和军人的生活进一步恶化，或许军队也会赞同政变。我认为李龙河、张秀吉等我的心腹肯定完全能跟我，也打算拉拢负责人民保安机关的人作为我的亲信参与政变」，「我打算到经济完全瘫痪、国家濒临崩溃的时候，把我的机构和所有经济机关集中于内阁，并由我来担任总理。我想，如果我出任总理后，拿出以各种名义筹措的庞大资金解决一些生活问题，人民和军队肯定会喊我的万岁，政变也就顺利完成」
但不知供述是自願還是逼迫下，因為相關人證和實體證據並未向任何外界機構揭露，2013年12月13日朝中社报道称国家安全保卫部在12月12日举行特别军事审判，认为张成泽阴谋颠覆国家和叛国等行为构成了《朝鲜民主主义人民共和国刑法》第62条规定的罪行，判处张成泽死刑，并立即执行。朝中社的报道形容张成泽是“連狗都不如的人间渣滓、千古的逆賊”。根據國家地理雜志的報道，張成澤是在400位北韓內閣各部部長和北韓軍事高官的注視下被處決，亦有传聞指朝鮮放狗咬死张成泽。另据韩联社于2014年1月26日报道，消息人士透露根据金正恩的指示张成泽的亲属在张死后亦大多被处决，年幼的孙辈也未能幸免。其後，朝鲜驻英国大使玄鹤峰表示张成泽是被枪决，至于张成泽的亲属是否被处决则表示不知情。
据香港無綫新聞及亚视新闻分析，张成泽与金正恩在核问题、经济政策问题意见不合，导致张成泽下台。在2018年2月13日，日本NHK采访的中国政府相关人士证实称，2012年8月张成泽访华与中共中央总书记胡锦涛会面时表明想要让金正男担任朝鲜最高领导人，中共中央政法委书记周永康派部下窃听到相关内容，并在2013年初将此转告金正恩，直接导致张成泽被處決。

### 疑似在世
前美國職籃明星罗德曼在接受杂志采访时称，2014年1月其访问朝鲜时，张成泽并未被处决，合照時就站在他身後，也引起議論，但無人能知真相。韩国世宗研究所统一战略研究室室长郑成长对张成泽仍然在世提出了另一种说法，他认为“处决”时并没有高官在场，张成泽实际上被软禁在家。

## 家庭
- 妻子：金庆喜，金正日的妹妹、金正恩的姑姑，朝鲜劳动党中央政治局委员。
- 长兄：张成禹，朝鲜人民军次帅军衔，2009年逝世。
- 次兄：張成吉，朝鲜人民军中将军衔，2006年逝世。
- 女儿：张金松，1977年生，2006年因父母干涉婚姻在法国服安眠药自杀[45]。
- 儿子：“韩”（Han，音译），法国媒体2014年11月20日报道其从法国脱逃。